# Михаил Дука (партизанин)
Михаил Илич Дука (27 август 1909 г., село Селище, Киевска губерния – 11 октомври 1976 г., Одеса) – съветски военачалник, един от лидерите на партизанското движение в Брянска област по време на Великата отечествена война. Герой на Съветския съюз (1 септември 1942 г.). Генерал-лейтенант (9 май 1961 г.).

## Предвоенна биография
Роден на 27 август 1909 г. в село Селище, сега Казятински район, Винишка област на Украйна, в голямо (6 деца) селско семейство. И четиримата братя Дука впоследствие се бият на фронтовете на Великата отечествена война и се завръщат от фронта живи. През 1924 г. завършва селско училище и работи като ковач.
Завършва училището FZU към Подолския механичен завод в град Подолск, Московска област през 1930 г. и работи в този завод. Член на ВКП(б) от 1931 г. Бил е началник на организационния отдел на фабричния комитет на Комсомола.
Призван е в Червената армия през септември 1931 г. Завършва училището за младши авиационни специалисти на 15-та авиационна бригада (от юни 1936 г. – 83-та изтребителна авиационна бригада, след това 15-та тежкобомбардировъчна авиационна бригада) в Брянск през 1932 г. Служи в тази въздушна бригада като началник на физкултурния салон, от октомври 1932 г. – политрук на стопанската част, от октомври 1933 г. подава рапорт за напускане на дългогодишна служба и става началник на спомагателните съоръжения на бригадата, секретар на комсомолското бюро на бригадата. Докато е на последната си длъжност, политическият инструктор М. И. Дука е арестуван от НКВД на СССР на 1 май 1937 г. по обвинение по член 109 от Наказателния кодекс на РСФСР (злоупотреба със служба) и след това е уволнен от армията. Той не се признава за виновен. През март 1938 г. е освободен поради недоказаност на обвиненията. След освобождаването си работи като началник снабдяване и председател на фабричния комитет на профсъюза в месопреработвателно предприятие в град Брянск.

## Великата отечествена война
В първия ден на Великата отечествена война, 22 юни 1941 г., Михаил Дука, който е в Москва на курс за синдикалисти, подава рапорт до военния комисар на район Соколники с молба да го изпрати като доброволец в предната част. Няколко дни по-късно заминава за Брянск. Участва в евакуацията на промишлените предприятия в града, през юли едновременно е назначен за командир на взвод на градски изтребителен батальон, а от 1 август – помощник-командир на рота в него. В същото време той завършва кратък курс на обучение в специално училище, създадено от полковник Иля Старинов. С решение на Брянския градски комитет на ВКП (б) той е зачислен като командир на група в градския партизански отряд на Брянск. Той пресича фронтовата линия с отряд на 20 август 1941 г., провежда разузнаване и извършва саботаж в тила на врага.
След смъртта на командира на отряда Д.Е.Кравцов през декември 1941 г. под ръководството на М. И. Дука бригадата извършва много славни военни дела. Според доклада на Брянския нелегален градски комитет на Комсомола от 5 юни 1943 г. отрядът и бригадата са провели 47 големи бойни операции. Бойният му запис включва 1750 унищожени нацистки войници и офицери, много пленници (сред тях един генерал), 17 унищожени вражески гарнизона, 72 дерайлирали влака, 57 взривени железопътни и магистрални мостове и много други успешни операции. С личната си смелост и способност да решава и най-трудните бойни задачи той се утвърждава като смел, талантлив партизански военачалник.
Сред известните подвизи на партизаните на Михаил Дука е пълното унищожаване на немска железопътна компания, която на 10 март 1942 г. заминава за ремонт на взривен от партизани мост и попадна в предварително подготвена засада (според различни източници, от 233 до 243 германски войници са убити); пробив през май – юни 1942 г. от обкръжаващия пръстен на немската наказателна експедиция „Пенее на птици“ ("Vogelsang", участват 1 танков и 2 пехотни полка от 339-та пехотна дивизия): след две седмици тежки боеве отрядът излииза от обръчът през блатата, извеждайки всички ранени и извеждайки местното население от селата на бившия партизански район, заплашено от пълно унищожение; отражение на следващата наказателна експедиция през септември 1942 г. (извършена от силите на унгарската пехотна дивизия, 36-ти германски пехотен полк, батальона на СС, „Източния доброволчески“ полк „Десна“).
В началото на септември 1942 г. с група известни партизански командири (С. А. Ковпак, А. Н. Сабуров, Д. Е. Емлютин и други) той е извикан в Москва за участие в съвещание за широкото развитие на партизанското движение и участва два пъти като част на групата при срещи с Йосиф Сталин.
С Указ на Президиума на Върховния съвет на СССР „За присъждане на званието Герой на Съветския съюз на партизани, особено отличили се в партизанската борба в тила срещу германските нашественици“ от 1 септември 1942 г. за „смелост и героизъм, проявени в партизанската борба в тила срещу германските нашественици“ е удостоен със званието Герой на Съветския съюз с връчване на орден „Ленин“ и медал Златна звезда (No. 707).
На 9 септември 1942 г. е удостоен с военно звание „батальонен комисар“, а на 16 септември 1943 г. с военно звание „генерал-майор“. Връщайки се в германския тил, начело на бригадата той активно участва в мащабна операция за изваждане от строя на железопътните линии около Брянск през януари-февруари 1943 г. (движението в редица райони е парализирано за 60 – 90 дни), в отблъскването на следващата наказателна експедиция „Цигански барон“ (Zigeunerbaron) от 16 май до 6 юни 1943 г. (участва част от силите 137-та пехотна дивизия, 2 полка на 292-та пехотна дивизия, 1 пехотен полк на 291-ва пехотна дивизия, 102-та унгарска пехотна дивизия в своята цялост; Танкова дивизия). Бригадата завършва своя боен път със съвместно участие с Червената армия в Брянската настъпателна операция. На 16 септември партизаните се свързват с настъпващите съветски войски.
От септември 1943 г. работи в Централния щаб на партизанското движение, а от декември е помощник на началника на този щаб по специалните въпроси. През януари 1944 г. е изпратен да учи и през юни завършва ускорени курсове за подготовка и преквалификация на офицери във Висшата военна академия на името на Климент Ворошилов.
От юли 1944 г. генерал-майор Дука М. И. е в действащата армия, заместник-командир на 27-ма гвардейска стрелкова дивизия на 8-ма гвардейска армия на 1-ви Белоруски фронт. Участва в Люблинско-Брестката, Висло-Одерската и Берлинската настъпателни операции. Още в дните на нападението на Берлин на 24 април 1945 г. той е назначен за командир на 82-ра гвардейска стрелкова дивизия (29-ти гвардейски стрелкови корпус, 8-ма гвардейска армия. Гвардейците на дивизията на Михаил Дука вземат пряко участие в нападението на столицата на нацистка Германия в критичния момент на битката генерал-майор Дука показва пример за смелост и храброст: той се втурва да преплува река Шпрее, повличайки бойците със себе си.
На историческия парад на Победата на Червения площад в Москва на 24 юни 1945 г. на генерал-майор Михаил Дука е поверено да носи символичния ключ на победения Берлин.

## След войната
След войната продължава да служи в Съветската армия. Той командва същата дивизия като част от Групата на съветските окупационни войски в Германия, а от юни до октомври 1947 г. е военен комендант на град Лайпциг. През 1948 г. завършва курсове за повишаване на квалификацията за командири на стрелкови дивизии във Военната академия на името на Михаил Фрунзе, а през 1954 г. – Висшите академични курсове на Висшата военна академия на името на Климент Ворошилов. От февруари 1949 г. – командир на 36-та отделна стрелкова бригада в Уралския военен окръг (Кунгур).
От октомври 1950 г. до януари 1954 г. – командир на 6-ти картечно-артилерийски дивизион на 137-и стрелкови корпус на Далекоизточния военен окръг. Тази дивизия е разположена на Курилските острови. Там на 5 ноември 1952 г. оцелява от катастрофалното цунами в Северо-Курилск на остров Парамушир и участва в ликвидирането на последствията от него. От юли 1955 г. – командир на 95-та гвардейска стрелкова дивизия в Централната група войски, от септември 1955 г. – командир на 11-та гвардейска механизирана дивизия на Карпатския военен окръг. През септември 1956 г. е назначен за командир на 35-ти гвардейски стрелкови корпус, а през юни 1957 г. – за командир на 44-ти специален армейски корпус. От януари 1958 г. до декември 1959 г. е на правителствена мисия, като старши група съветски военни специалисти в Сирия. От януари 1960 г. – командир на 25-ти армейски корпус. От септември 1960 г. – заместник-командир на Одеския военен окръг по бойната подготовка и ВУЗ – началник на Дирекцията по бойна подготовка и ВУЗ в щаба на окръга. През септември 1968 г. завършва Висшите централни офицерски курсове на Гражданската отбрана на СССР и през ноември тази година е назначен за началник на отдела на Уралската оперативна зона на Гражданската отбрана на СССР. От февруари 1972 г. е генерал-лейтенант.
Живял в Одеса. Никога не прекъсвайки връзките си с района на Брянск, бившият командир на партизанска бригада объръща много внимание на своите съграждани от Брянск. На 17 септември 1966 г. Вечният огън на славата е запален на площад Партизан в Съветския район на Брянск. Един от освободителите на Брянск, генерал-лейтенант Дука, пренася през тълпата от петдесет хиляди души огън, запален на паметника на Ленин.
Умира на 11 октомври 1976 г. в Одеса. Според завещанието му той е погребан на Съветското гробище в Брянск.

## Награди и титли
- Герой на Съветския съюз (1 септември 1942 г.)
- Орден „Ленин“ (1 септември 1942 г.)
- 4 ордена на Червения флаг (30 октомври 1942 г., 21 февруари 1945 г., 3 ноември 1953 г., 31 октомври 1967 г.)
- Орден „Суворов“ II степен (31 май 1945 г.)
- Орден на Червената звезда (19 ноември 1951 г.)
- Медал „За военна заслуга“ (15 ноември 1950 г.)
- Медал „Партизан на Отечествената война“ 1-ва степен (31 юли 1943 г.)
- Медал „За победата над Германия във Великата отечествена война 1941-1945 г.“
- Медал „За превземането на Берлин“
- Медал „За освобождението на Варшава“
- Други медали на СССР
- През 1966 г. е удостоен със званието „Почетен гражданин на град Брянск“.

### Чуждестранни награди
- Орден на кръста на Грюнвалд, III степен (Полша, 24 април 1946 г.).
- Орден за заслуги (Сирия)
- Медал „За Варшава 1939-1945“ (Полша, 27 април 1946 г.)
- Медал „За Одра, Ниса и Балтика“ (Полша, 27 април 1946 г.)

## Памет
- Бюстът на Героя е монтиран на Алеята на Героите на Съветския съюз и Героите на Русия – участници в партизанското движение в Брянска област в мемориалния комплекс „Партизанская поляна“ на Брянска област (2014 г.).
- В Брянск една от централните улици носи името на героя.
- Името на героя е издълбано върху паметен знак на партизаните и нелегакните бойци във Виница.